# 罗维亚诺
罗维亚诺（義大利語：Roviano），是意大利拉齐奥大区罗马首都广域市的一个市镇。总面积8.38平方公里，人口1436人，人口密度171.4人/平方公里（2009年）。ISTAT代码为058092。